# کراسنوگورسکی زاود
کراسنوگورسکی زاود (روسی: Красногорский завод им. С. А. Зверева) شرکت صنایع جنگ‌افزاری روس است، که در سال ۱۹۴۲ تأسیس شد.